# دونا سمر
دونا سمر (بالإنجليزية: Donna Summer) (31 ديسمبر 1948 - 17 مايو 2012)، مغنية وشاعرة وفنانة أمريكية. ولدت باسم «لا دونا أدريان جانيس»، اكتسبت شهره واسعة في السبعينات، ولقبت (بملكة الديسكو). وتعتبر واحدة من أهم الفنانات التي أسسن الديسكو، وهي حققت نجاحاً في فترة السبعينات والثمانينات.
ومن المعروف أنها الفنانة الوحيدة التي امتلكت ولا زالت تملك الرقم القياسي في امتلاك ثلاثة ألبومات مُضاعفة، مُتتالية تضرب المرتبة الأولى في سنة واحدة على مُخطط لوحة الأغاني، وأصبحت الفنانة الأولى والوحيدة التي تمتلك أربع أغاني مُنفرده تضرب المرتبة الأولى لمُدة 12 شهر أي سنة كاملة.[بحاجة لمصدر] وحققت مبيعات تجاوزت الـ130 مليون نسخة حول العالم.[بحاجة لمصدر]

## روابط خارجية
- دونا سمر على موقع IMDb (الإنجليزية)
- دونا سمر على موقع ميتاكريتيك (الإنجليزية)
- دونا سمر على موقع الموسوعة البريطانية (الإنجليزية)
- دونا سمر على موقع روتن توميتوز (الإنجليزية)
- دونا سمر على موقع ألو سيني (الفرنسية)
- دونا سمر على موقع ميوزك برينز (الإنجليزية)
- دونا سمر على موقع رولينغ ستون (الإنجليزية)
- دونا سمر على موقع تيرنر كلاسيك موفيز (الإنجليزية)
- دونا سمر على موقع أول موفي (الإنجليزية)
- دونا سمر على موقع قاعدة بيانات برودواي على الإنترنت (الإنجليزية)